# Rufausbeutung
Rufausbeutung (Recht) bezeichnet einen unlauteren Sachverhalt im wettbewerbsrechtlichen Leistungsschutz. Er bezieht sich auf unlauteren Wettbewerb, wie Marken-Imitate, Nachahmung von Herstellern, vergleichende Werbung und ähnlichem, aber auch Urheberrechte. Sie befindet sich in § 4 Nr. 3 lit. b UWG.
Mit einfachen Worten redet man von Rufausbeutung, wenn sich jemand mit dem guten Ruf eines Mitbewerbers Vorteile im Wettbewerb gegenüber anderen Mitbewerbern verschafft und jenem dadurch Nachteile entstehen.

## Bedingungen

### Unlauteres Handeln
Unlauter handelt, wer Waren oder Dienstleistungen anbietet, die eine Nachahmung der Waren oder Dienstleistungen eines Mitbewerbers sind, wenn er die Wertschätzung der nachgeahmten Ware oder Dienstleistung unangemessen ausnutzt oder beeinträchtigt.

### Ausbeutung
Ausbeutung beschreibt, auf humanistischem Gedankengut beruhend, einen grundsätzlich als kritikwürdig einzustufenden Sachverhalt, der wirtschaftstheoretisch und rechtlich verschiedene Ausprägungen (z. B. Arbeitsrecht, Strafrecht) erfahren hat.

## Urheberrecht

Die verschiedenen Formen der Immaterialgüterrechte; einer der engeren Räume beschreibt die Rufausbeutung

Rufausbeutung befindet sich in einem Feld von Lauterkeitsrecht und Schutz von Kennzeichen (Markengesetz).

## Grenze der Anlehnung
Anlehnende Rufausbeutung § 4 Nr. 3 b UWG: Der Schutz aus § 4 Nr. 3 UWG ist nicht auf die gegenständliche Nachahmung beschränkt, sondern erfasst auch Fälle, in denen fremde Produkte oder Leistungen zum Vorspann des Absatzes (gleichartiger oder ungleichartiger) Ware gemacht werden. Offene Anlehnung zur Empfehlung der eigenen Ware („Ersatz für ...“; „genauso gut wie ...“) ist regelmäßig wettbewerbswidrig und kann zugleich unlauterer Behinderungswettbewerb gemäß § 4 Nr. 4 UWG sein. „So ähnlich wie“ wurde in Entscheidungen jedoch nicht so ausgelegt.

## Beispiele
- Gleicher Name: Der Hersteller der Merci-Süßwaren verklagte eine kleine Bäckerei mit vier Geschäften unter dem Namen „Café Merci“ solange, bis das Gericht ihnen Recht gab, auf Rufausbeutung. Der Fall erregte Öffentlichkeit. Der Hersteller erlaubt dem Café seit 2016 die Nutzung seines Namens.
- Namensteil: Die ARD mit der geschützten Marke Tagesschau verklagte die Tageszeitung (TAZ) erfolgreich, weil sie eine Rubrik Tagesschau nennen wollte. Nach einem Rechtsstreit mit ProSieben unterlag die Tagesschau jedoch vor dem Hanseatischen Oberlandesgericht in Hamburg: Sendungen dürfen mit "Tages-" anfangen, da die Auswahl aussagefähiger Namen begrenzt sei.
- Vergleichende Werbung: Auch die Bild verklagte die Tageszeitung (TAZ). In einer Kinowerbung spielt die TAZ: Ein Kioskverkäufer enthält einem überzeichnet unterschichtig gekleideten Stammkunden die gewohnte Bild-Zeitung zunächst vor und schiebt ihm stattdessen eine taz-Ausgabe zu. Kurz darauf erhält der Kunde doch seine Bild-Zeitung und beide beginnen laut zu lachen. Es folgt der Slogan taz ist nicht für jeden. Der Axel Springer Verlag ließ die Vorführung per einstweiliger Verfügung verbieten[4]; dennoch wurde der Kinospot 2006 mit dem First Steps Award ausgezeichnet. In der Revisionsverhandlung vor dem Bundesgerichtshof (BGH) hat dieser in seinem Urteil (Az.: I ZR 134/07) vom 1. Oktober 2009 die Entscheidungen der Vorinstanzen aufgehoben und die Klage der Bild-Zeitung abgewiesen. Die taz darf die Werbespots somit wieder einsetzen.[5][6]
- Links im Internet: Der Fall der Rufausbeutung wird als Argument gegen die Straffreiheit bei Hyperlinks diskutiert: Das LG Hamburg kommt in etwa zu dem Schluss[7], es entstehe durch die Verlinkung von unterschiedlichen Webseiten der Eindruck, es bestünden zugleich Beziehungen unter den Betreibern. Dagegen steht die Ansicht von Jörg Dittrich, Anwalt für gewerblichen Rechtsschutz: Ein Schutz vor unlauterer Rufausbeutung [kommt] nur in Betracht, wenn zu dem generell zulässigen Anhängen an den fremden Ruf besondere Umstände hinzutreten, wie etwa die anstößige missbräuchliche Ausnutzung des fremden Rufs zur Förderung des eigenen Absatzes[8] Was allein durch das bloße Setzen eines Weblink nicht gegeben sein kann.